# Зелинский, Николай Николаевич
Николай Николаевич Зелинский (5 мая 1901 года, Кременец, Волынская губерния — 6 ноября 1975 года, Симферополь) — советский военный деятель, участник Гражданской, Советско-польской войны и Второй мировой войны, генерал-майор (27 июня 1945 года).

## Начальная биография
Николай Николаевич Зелинский родился 5 мая 1901 года городе Кременец ныне Волынской области Украины.

## Военная служба

### Гражданская война
3 августа 1920 года призван в ряды РККА и направлен в отдел снабжения 8-й кавалерийской дивизии Червонного казачества (14-я армия, Юго-Западный фронт), после чего принимал участие в боевых действиях в ходе советско-польской войны, а также против войск под командованием С. В. Петлюры в районе Городок и Рогатин.

### Межвоенное время
С августа 1921 года служил делопроизводителем в отделе снабжения 17-й кавалерийской дивизии Червонного казачества.
В сентябре 1922 года направлен на учёбу в 5-ю Харьковскую артиллерийскую школу, а затем переведён в 4-ю Киевскую артиллерийскую школу комсостава, после окончания которой в 1925 году назначен на должность командира взвода отдельной 45-мм конно-гаубичной батареи в составе 1-го кавалерийского корпуса Червонного казачества. В октябре того же года переведён в 1-й конноартиллерийский дивизион (1-я кавалерийская дивизия), где служил на должностях начальника связи, командира учебного взвода, и начальника школы младшего комсостава.
В октябре 1926 года назначен на должность адъютанта конно-гаубичного дивизиона в составе 1-го кавалерийского корпуса, а в октябре 1927 года — на должность командира линейной и учебной батарей в составе 2-го конноартиллерийского дивизиона (2-я кавалерийская дивизия).
В мае 1931 года Н. Н. Зелинский направлен на учёбу в Военную академию имени М. В. Фрунзе, после окончания которой в мае 1934 года направлен в 4-й (разведывательный) отдел штаба Украинского военного округа, где служил на должностях помощника начальника сектора, помощника начальника и начальника отделения.
В апреле 1938 года переведён в Одесское артиллерийское училище, где служил преподавателем и начальником цикла тактики.
В сентябре 1939 года назначен на должность начальника 1-го (оперативного) отделения штаба 169-й стрелковой дивизии (Киевский военный округ), а в мае 1940 года — на должность начальника штаба этой же дивизии. Принимал участие в ходе похода в Западную Украину и в присоединении Бессарабии. 19 июня 1941 года дивизия была передислоцирована в район города Липканы на реке Прут.

### Великая Отечественная война
С началом войны Н. Н. Зелинский находился на прежней должности.
169-я стрелковая дивизия с 22 июня принимала участие в оборонительных боевых действиях в ходе приграничного сражения на рубежах рек Прут в районе Липканы и Днестр на участке Студеница, Камос.
С 4 августа 1941 года подполковник Н. Н. Зелинский исполнял должность командира этой же 169-й стрелковой дивизии, которая принимала участие в ходе Уманской оборонительной операции в районе города Первомайск, а затем отступала по направлению на Баштанка и Нижнеднепровск, а в сентябре передислоцирована в район Полтавы, где участвовала в оборонительных боевых действиях на харьковском направлении. 1 октября 1941 года Н. Н. Зелинский с приходом нового командира дивизии С. М. Рогачевского вернулся на должность начальника штаба этой же дивизии, которая вскоре принимала участие в ходе оборонительных боевых действий на реке Северский Донец, а также в Барвенковско-Лозовской наступательной операции. В марте 1942 года Н. Н. Зелинский назначен на должность заместителя командира этой же дивизии, которая вскоре в ходе Харьковской операции вела боевые действия в районе Байроск, Кут, Рубежное у Харькова, а затем — в боях в Большой излучине Дона. 31 июля дивизия была выведена в резерв Ставки Верховного Главнокомандования и к 16 сентября была передислоцирована в район Красноармейска у Сталинграда, после чего принимала участие в ходе Сталинградской битвы. В период с 26 сентября по 7 октября 1942 года полковник Н. Н. Зелинский вновь исполнял должность командира 169-й стрелковой дивизии, которая в это время готовила оборонительный рубеж юго-восточнее населённых пунктов Минина, Ельшанка.
В октябре 1942 года назначен на должность заместителя начальника штаба 28-й армии по ВПУ, которая вскоре принимала участие в ходе Ростовской, Донбасской и Мелитопольской наступательных операциях.
3 октября 1943 года полковник Н. Н. Зелинский назначен на должность заместителя начальника штаба 3-й гвардейской армии по ВПУ, которая вела боевые действия по ликвидации Никопольского плацдарма противника, а затем участвовала в ходе Никопольско-Криворожской наступательной операции. В июне 1944 года переведён на должность начальника оперативного отдела 3-й гвардейской армии, которая с июля того же года принимала участие в ходе Львовско-Сандомирской наступательной операции. В ноябре тяжело заболел, после чего лечился в госпитале и по выздоровлении в феврале 1945 года вернулся на прежнюю должность, после чего участвовал в ходе Нижне-Силезской наступательной операции.
16 апреля 1945 года назначен на должность начальника штаба 3-й гвардейской армии, которая вела боевые действия в ходе Берлинской и Пражской наступательных операциях.

Могила генерал-майора Николая Зелинского на кладбище «Абдал» в Симферополе.

### Послевоенная карьера
После окончания войны находился на прежней должности.
9 июля 1945 года назначен на должность заместителя начальника штаба 3-й гвардейской армии — начальника оперативного отдела 3-й гвардейской армии, а в октябре того же года переведён на должность заместителя начальника штаба — начальник отдела оперативной подготовки Приволжского военного округа.
В июне 1948 года освобождён от занимаемой должности, после чего проходил лечение в санаториях. После излечения в январе 1950 года назначен на должность заместителя начальника штаба — начальника оперативного отдела Таврического военного округа.
Генерал-майор Николай Николаевич Зелинский 19 августа 1955 года вышел в отставку по болезни. Умер 6 ноября 1975 года в Симферополе.

## Награды
- Орден Ленина (06.11.1945);
- Четыре ордена Красного Знамени (27.03.1942, 03.11.1944, 11.04.1945, 15.11.1950);
- Орден Суворова 2 степени (29.05.1945);
- Орден Кутузова 2 степени (25.08.1944);
- Орден Отечественной войны 1 степени (08.10.1943);
- Орден Красной Звезды (21.02.1943);
- Медали.